# Домичела
Домичѐла (на италиански: Domicella; на неаполитански: Dimmocella, Димочела) е село и община в Южна Италия, провинция Авелино, регион Кампания. Разположено е на 200 m надморска височина. Населението на общината е 1966 души (към 2010 г.).